# Neagylla nevosa
Neagylla nevosa là một loài bướm đêm thuộc phân họ Arctiinae, họ Erebidae.